# Редешть (Олт)
Редешть, Редешті (рум. Rădești) — село у повіті Олт в Румунії. Входить до складу комуни Опорелу.
Село розташоване на відстані 133 км на захід від Бухареста, 21 км на північ від Слатіни, 58 км на північний схід від Крайови, 147 км на південний захід від Брашова.

## Населення
За даними перепису населення 2002 року у селі проживали 327 осіб, усі — румуни. Усі жителі села рідною мовою назвали румунську.